# Jim Gilmore

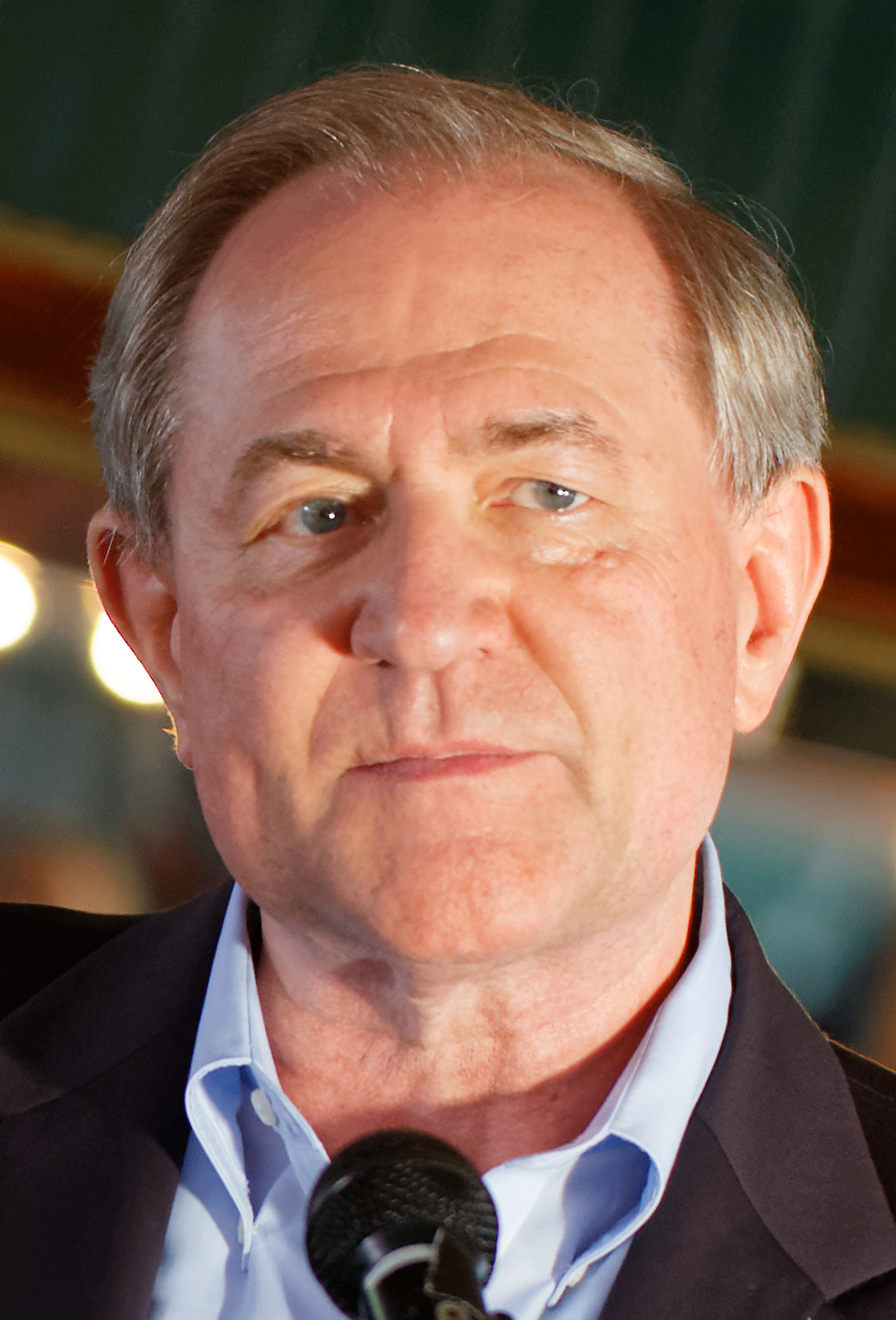
Jim Gilmore (2015)

James Stuart „Jim“ Gilmore III (* 6. Oktober 1949 in Richmond, Virginia) ist ein US-amerikanischer Politiker (Republikanische Partei). Von 1998 bis 2002 war er Gouverneur von Virginia.

## Karriere
Von 1994 bis 1998 war er Justizminister von Virginia. 
1997 setzte er sich bei der Wahl zum Gouverneur von Virginia mit 56 % der Stimmen gegen seinen demokratischen Herausforderer Donald Beyer Jr. durch.
Von Januar 2001 bis Januar 2002 stand Gilmore dem Republican National Committee vor. Sein Rücktritt erfolgte aufgrund mehrerer Niederlagen der Republikaner bei Wahlen zum US-Senat und in verschiedenen Bundesstaaten. Am 4. November 2008 verlor er gegen Mark R. Warner die Kandidatur für den US-amerikanischen Senat.
Im April 2007 kündigte er seine Kandidatur zur US-Präsidentschaftswahl 2008 an, zog diese aber bereits im Juli 2007 wegen mangelnder Wahlkampffinanzierung zurück. Er gab im Juli 2015 seine erneute Kandidatur für die US-Präsidentschaftswahl 2016 bekannt. Im Februar 2016 gab er seine Bewerbung wieder auf, nachdem er bei den ersten parteiinternen Vorwahlen kaum Stimmen erhalten hatte.
Der Washington Post zufolge war Gilmore in der ersten Jahreshälfte 2017 als Botschafter der Vereinigten Staaten in Deutschland für die Regierung Trump im Gespräch. Er erwog im September 2017 eine mögliche Kandidatur für den Senat der Vereinigten Staaten in Virginia gegen den demokratischen Amtsinhaber Tim Kaine.
Von Juli 2019 bis Januar 2021 war Gilmore Ständiger Vertreter der Vereinigten Staaten bei der Organisation für Sicherheit und Zusammenarbeit in Europa.